# رابطة كربون–نيتروجين
رابطة الكربون والنيتروجين (CN) هي رابطة تساهمية بين الكربون والنيتروجين وهي واحدة من الروابط الأكثر وفرة في الكيمياء العضوية والكيمياء الحيوية.
يحتوي النيتروجين على خمسة إلكترونات تكافؤ وفي الأمينات البسيطة يكون ثلاثي التكافؤ، ويشكل الإلكترونان المتبقيان زوجًا وحيدًا. من خلال هذا الزوج، يمكن للنيتروجين أن يشكل رابطة إضافية للهيدروجين مما يجعله رباعي التكافؤ وذو شحنة موجبة في أملاح الأمونيوم. وبالتالي يمكن أن تكون العديد من مركبات النيتروجين قاعدة ولكن درجتها تعتمد على التكوين: ذرة النيتروجين في الأميدات غير القاعدية بسبب عدم تمركز الزوج الوحيد في رابطة مزدوجة وفي البيرول يكون الزوج الوحيد جزءًا من الحلقة السداسية العطرية.
على غرار روابط الكربون-الكربون، يمكن لهذه الروابط أن تشكل روابط مزدوجة مستقرة، كما هو الحال في الإيمينات؛ والروابط الثلاثية مثل النتريل. تتراوح أطوال الروابط من 147.9بيكومتر للأمينات البسيطة إلى 147.5بيكومتر لمركبات النترو العضوية (CN=) مثل نيترو الميثان إلى 135.2بيكومتر للروابط الثنائية الجزئية في البيريدين إلى 115.8بيكومتر للروابط الثلاثية كما في النتريل.
تكون رابطة كربون–نيتروجين مستقطبة بقوة تجاه النيتروجين ( السالبية الكهربية لـ C وN هي 2.55 و3.04 على التوالي) وبالتالي يمكن أن تكون العزوم ثنائية القطب الجزيئية عالية: السياناميد 4.27 ديباي، ديازوميثان 1.5 ديباي، أزيد الميثيل [الإنجليزية] 2.17 ديباي، البيريدين 2.19. ديباي ولهذا السبب فإن العديد من المركبات التي تحتوي على روابط كربون–نيتروجين قابلة للذوبان في الماء. N-philes [الإنجليزية] عبارة عن مجموعة من الجزيئات الجذرية التي تنجذب بشكل خاص إلى روابط C=N.
يمكن تحليل رابطة الكربون والنيتروجين باستخدام مطيافية الأشعة السينية (XPS). اعتمادًا على حالات الترابط، وتختلف مواضع الذروة في أطياف N1s XPS.

## المجموعات الوظيفية النيتروجينية
| التصنيف الكيميائي | رتبة الرابطة | صيغة كيميائية (رياضية) | الصيغة الهيكلية | مثال         | معدل طول الرابطة C–N (Å)                           |
| ----------------- | ------------ | ---------------------- | --------------- | ------------ | -------------------------------------------------- |
| أمينات            | 1            | R2C-NH2                | Primary amine   | ميثيل أمين   | 1.469 (neutral amine) 1.499 (ammonium salt)        |
| أزيريدين          | 1            | CH2NHCH2               | Aziridine       | Mitomycin    | 1.472                                              |
| أزيدات            | 1            | R2C-N3                 | Azide           | Phenyl azide | 1.38–1.48 1.47 (methyl azide) 1.432 (phenyl azide) |
| أنيلين            | 1            | Ph-NH2                 | Aniline         | Anisidine    | 1.355 (sp2 N) 1.395 (sp3 N) 1.465 (ammonium salt)  |
| بيرول             | 1            |                        | amide           | بورفيرين     | 1.372                                              |
| أميدات            | 1.2          | R-CO-NR2               | amide           | أسيتاميد     | 1.325 (primary) 1.334 (secondary) 1.346 (tertiary) |
| بيريدين           | 1.5          | pyr                    | pyridine        | نيكوتيناميد  | 1.337                                              |
| إيمينات           | 2            | R2C=NR                 | imine           | DBN          | 1.279 (C=N bond) 1.465 (C–N bond)                  |
| نتريل             | 3            | R-CN                   | Nitrile         | بنزونتريل    | 1.136                                              |
| إيزوسيانيدات      | 3            | R-NC                   | isonitrile      | TOSMIC       | 1.154                                              |

## أنظر أيضا
- السيانيد
- رابطة كربون-هيدروجين